# Ekstase
 For alternative betydninger, se Ekstase (Album).
Ekstase (græsk έκστασις ekstasis) er en tilstand af "henrykkelse", hvor individets oplevelse af sig selv som individ forsvinder.
Ekstase kan også betyde en tilstand af vild begejstring.